# Celebrity Apex
Le Celebrity Apex est un paquebot de Celebrity Cruises, construit aux Chantiers de l'Atlantique de Saint-Nazaire. Il est le second navire de la classe Edge. Son sister-ship est le Celebrity Edge.

## Histoire
Le navire a été commandé par la compagnie Celebrity Cruises aux chantiers navals de Saint-Nazaire en 2015. Il est long de 306 mètres pour 38 mètres de large. Sa construction débute en juillet 2018 avec la cérémonie de découpe de la première tôle. Quatre mois plus tard, le premier bloc du paquebot est mis en cale de construction. Celebrity Apex est mis à l'eau en mai 2019. Le paquebot est livré en mars 2020, avec une cérémonie de livraison effectuée en ligne, due à la situation de crise sanitaire. Le paquebot reste cependant à quai plusieurs mois à Saint-Nazaire, toujours en raison de la pandémie de Covid-19. Le navire est finalement contraint de quitter le port de Saint-Nazaire le 23 août 2020, pour laisser sa place au MSC Virtuosa. Il reste alors en mouillage au large des côtes de la Loire-Atlantique. Le 20 septembre 2020, le navire quitte le large de Saint-Nazaire et rejoint le port de Southampton. Une semaine plus tard, il revient au large des côtes de Saint-Nazaire, pour effectuer ses derniers essais en mer avant de traverser l'Atlantique. Le navire part définitivement fin septembre, pour prendre la direction des Açores avant de rejoindre les États-Unis.

## Caractéristiques
Les premières innovations et caractéristiques ont été annoncées le 13 mars 2017 par la compagnie Celebrity Cruises pour son sister-ship, le Celebrity Edge :
- 1 solarium ;
- 2 piscines extérieures ;
- 1 lieu naturel avec de la végétation : le "Rooftop Garden" ;
- 1 bar/restaurant ascenseur extérieur côté tribord : le "Magic Carpet" ;